# Phtheochroa purana
Phtheochroa purana es una especie de polilla de la familia Tortricidae. Se encuentra en Francia, Italia, Croacia, Bosnia y Herzegovina, Hungría, Rumanía y Asia Menor.
La envergadura es de 14–16 mm. Se han registrado vuelos en adultos de junio a julio.
Las larvas se alimentan de Cephalaria leucantha.